# 拉馬坦薩區
拉馬坦薩區（西班牙語：Distrito de La Matanza），是秘魯的一個區，位於該國西北部皮烏拉大區的莫羅蓬省，始建於1964年11月5日，面積1,039.46平方公里，海拔高度116米，2005年人口13,349，人口密度每平方公里13人。
5°12′39″S 80°05′18″W / 5.2107°S 80.0884°W